# 锅冲苗族乡
锅冲苗族乡（已撤销），是中华人民共和国湖南省怀化市通道侗族自治县下辖的一个乡镇级行政单位。于2015年与江口乡合并至县溪镇。

## 行政区划
锅冲苗族乡下辖以下地区：
肯溪村、锅冲村和占字村。